# Tromblonska mina
Tromblonska mina je mina, ki se izstreljuje s posebnega nastavka (tromblonski nastavek) na jurišni ali polavtomatski puški in je namenjen boju proti oklepnim sredstvom,, živi sili, utrjenim položajem ali za osvetljevanje ali zadimljanje terena. Sestavljen je iz kovinskega ovoja, pogonske polnitve, eksplozivne polnitve, vžigalnika, glave naboja ter stabilizatorji leta. Učinkovit domet mine je 250 m, najmanjša razdalja, na kateri se uporablja, pa je 50 m. Za izstreljevanje mine se uporablja poseben naboj, ki je podoben maneverskemu, le da ima močnejše smodniško polnjenje.
Ker se klasično tromblonsko mino namesti na cev, je s tem onemogočeno normalno streljanje, dokler je mina na cevi, dodaten problem pa predstavlja tudi precejšen odsun orožja ob izstrelitvi take granate. Danes se zato bolj uporabljajo granatometi, ki se jih namesti pod cev puške. Slednji imajo svojo cev in strelni mehanizem, vendar so granate tega tipa majhne in zato manj učinkovite kot tromblonske mine. To se nadomesti z dejstvom, da lahko strelec nosi več takih granat.